# Jan Czekanowski
Pour les articles homonymes, voir Czekanowski.
Jan Czekanowski, né le 6 octobre 1882 à Głuchów et décédé le 20 juillet 1965 à Szczecin en Pologne, fut un anthropologue et ethnographe polonais.

## Biographie
Jan Czekanowski participa à la célèbre expédition anthropologique de deux ans en Afrique centrale (1906-1907).
Il fut expert auprès de la délégation polonaise lors de la conférence de paix de Paris (1919) pour les questions géographiques et ethnographiques. Il fut président de la Société Copernic des naturalistes polonais (1923-1924). Il fut aussi recteur de l'université de Lwów, maintenant université de Lviv (1934-1936). 
Après la Seconde Guerre mondiale, il s'installa à Poznań, où il fut à la tête du département d'anthropologie de l'université Adam Mickiewicz de Poznań.
Il est enterré au cimetière de Powązki.

## Honneurs et distinctions
- Recteur de l'université de Lwów
- Docteur honoris causa à l'université Adam Mickiewicz de Poznań
- Docteur honoris causa à l'université de Wrocław